# Helle (Danemark)
Helle est une municipalité du département de Ribe, l'ouest du Jutland au Danemark.